# Ashkelon Challenger 1984
L'Ashkelon Challenger 1984 è stato un torneo di tennis facente parte della categoria ATP Challenger Series nell'ambito dell'ATP Challenger Series 1984. Il torneo si è giocato a Ashkelon in Israele dal 2 all'8 aprile 1984 su campi in cemento.

## Vincitori

### Singolare
Bruce Manson ha battuto in finale  Shahar Perkiss con il punteggio di 6–7, 6–3, 7–6

### Doppio
Bruce Manson /  Jeff Turpin hanno battuto in finale  Leo Palin /  Michiel Schapers con il punteggio di 6–2, 6–2